# Voiture NS « Tête ronde »
Les voitures pour trains express dites «Têtes rondes» sont une série de 30 voitures pour trains nationaux et internationaux des Nederlandse Spoorwegen en service de 1935 à 1973. Premières voitures à voyageurs en acier soudé des NS, elles préfigurent les voitures plan D et K réalisées après-guerre selon les mêmes principes. Ces voitures aérodynamiques se singularisent par leurs extrémités arrondies, dont elles tirent leur surnom, et leurs portières sans décrochement : deux caractéristiques partagées par celles des plans D et K qui sont aussi fréquemment surnommées «Bolkoprijtuigen».

## Histoire

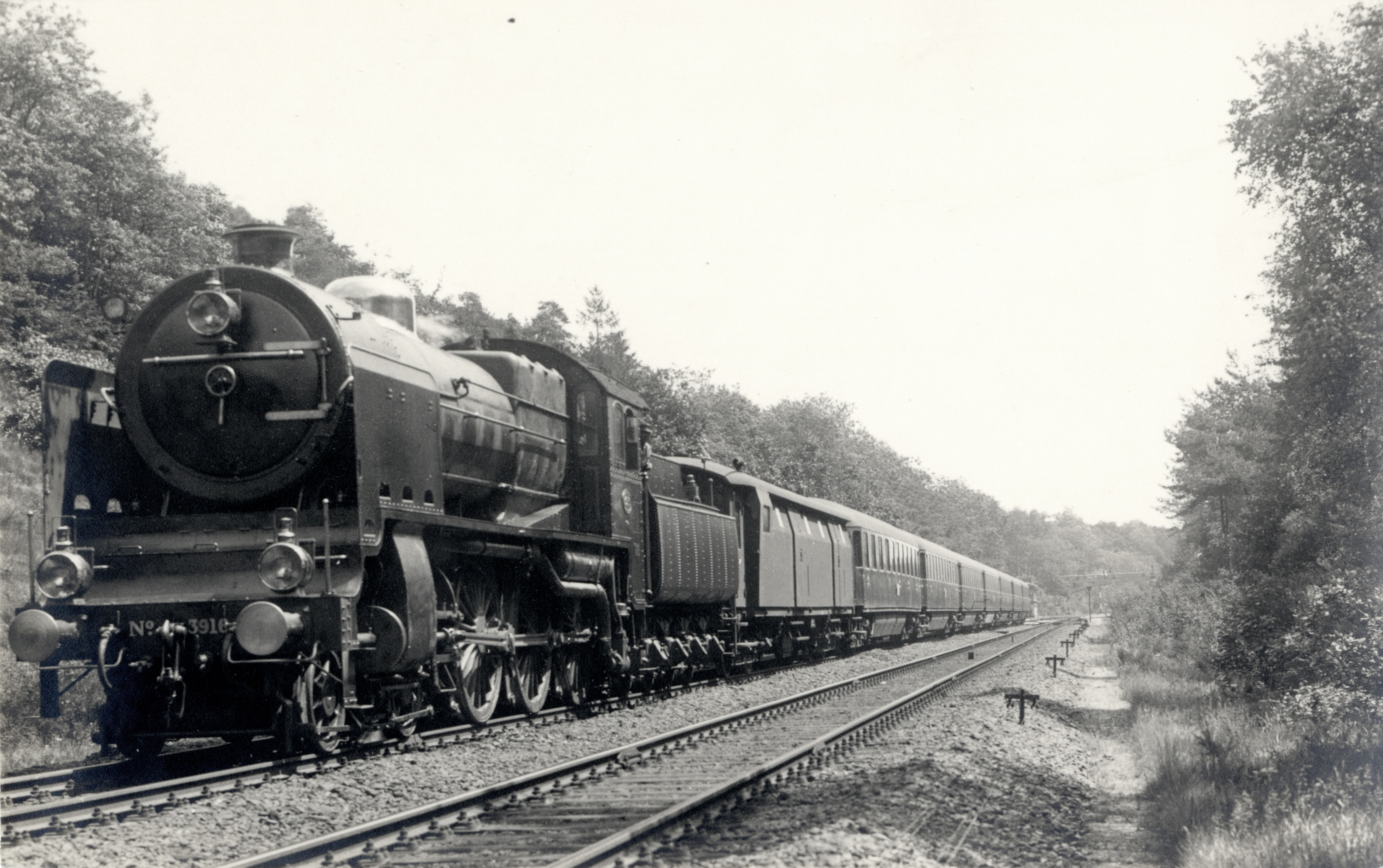
Rame complète de voitures aérodynamiques remorquée par une locomotive NS série 3900 (photo promotionnelle).

### Genèse
En 1923, les Nederlandse Spoorwegen réceptionnent leurs premières voitures tout-acier destinées aux express nationaux et internationaux. Ces dix voitures à couloir central Bd 7501-7510 ne roulent que brièvement en rames tractées par des locomotives à vapeur, mélangées à des voitures plus anciennes en bois, avant d'être intégrée au parc des remorques d'automotrices Mat '24, des véhicules dont elles ont été les prototypes qui circulent en rames complètes à traction électrique sur la ligne Amsterdam - Rotterdam - Dordrecht ainsi que quelques relations régionales.
Le modèle suivant, les quinze voitures à fenêtres ovales livrées en 1928 et complétées par douze exemplaires additionnels en 1931, sont de conception plus classique, rappelant les voitures Voitures pour trains directs allemandes, les I1 belges et les OCEM françaises. Aménagées avec un couloir latéral, des compartiments et une toilette à chaque extrémité, elles ont une caisse en acier assemblée par des boulons et rivets avec des extrémités à angle droit dotées de portes en léger retrait et d'intercirculations par longs soufflets apparents. Ces voitures pour trains rapides de première génération ont toutes les mêmes défauts : un poids fort élevé qui met à mal les locomotives à vapeur de vitesse, et des rivets apparents sensibles à la salissure qui facilitent la corrosion. Les diverses administrations ferroviaires se tournent vers la soudure, une technologie encore mal maîtrisée pour les constructions métalliques lourdes mais qui intéresse également les chantiers navals aux Pays-Bas.
La livraison des 35 voitures pour trains directs de 1932-1933 permet aux ingénieurs des NS d'expérimenter à grande échelle la construction soudée. L'aspect extérieur de ces véhicules de première et deuxième classe à la construction allégée évolue cependant peu à l'exception de la disparition des rivets ; c'est également le cas des 25 voitures à portières latérales de 1935 où le remplacement des rivets par des points de soudure permet de gagner 8 tonnes.
La mise en service des premiers véhicules aérodynamiques des NS, les autorails diesel Mat '34 d'inspiration allemande, et l'évolution des canons architecturaux et stylistique dictent l'aspect des nouvelles voitures pour trains internationaux ordonnées par les NS vers 1934. En parallèle, ces derniers passeront plusieurs commandes massives d'automotrices diesel ou électriques pour éliminer la traction à vapeur et les voitures en bois des lignes intérieures.

### Mise au point

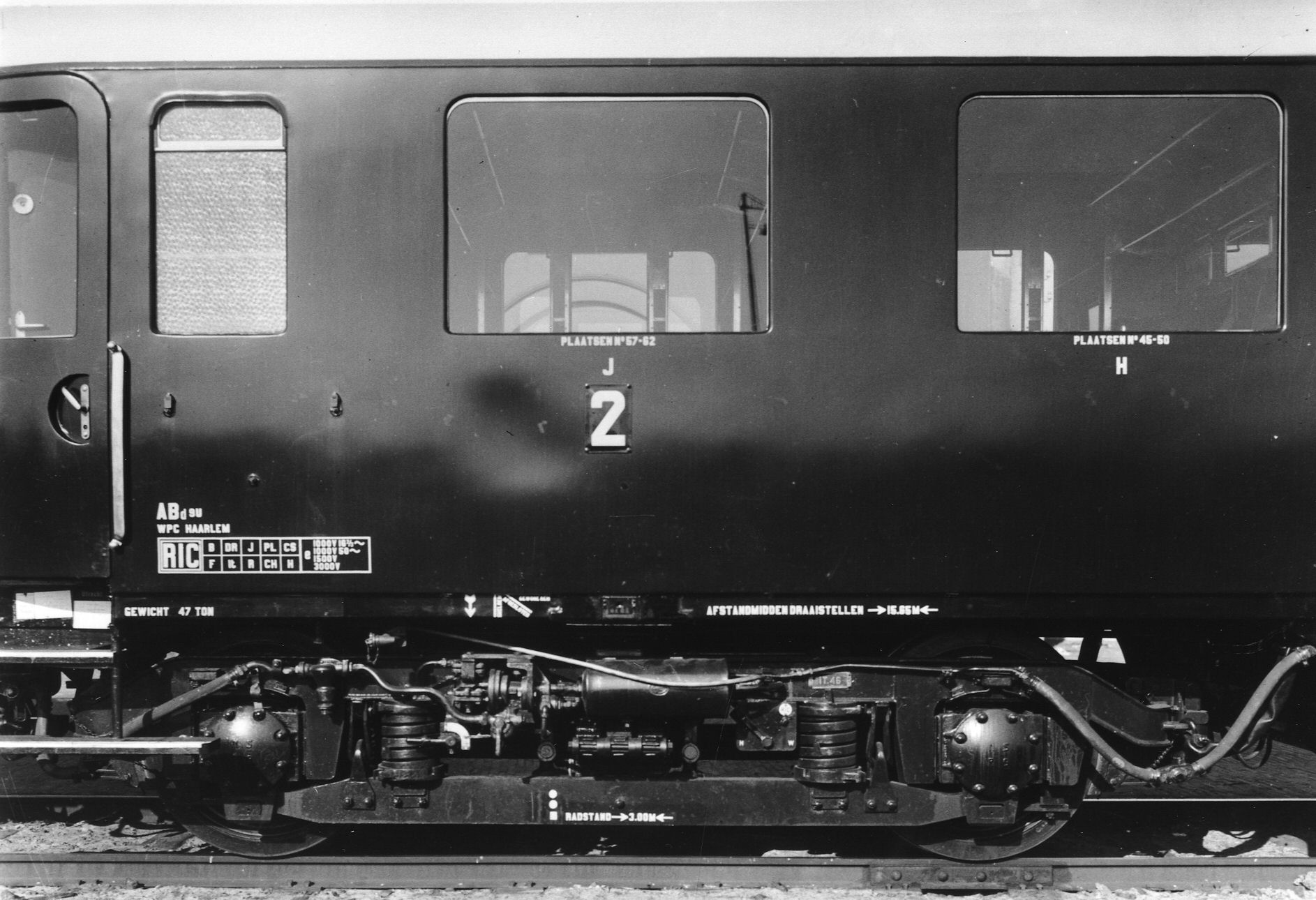
Bogie et fenêtres d'une voiture AB.

Extérieurement, les extrémités de la caisse et de la toiture sont arrondies pour décroitre la résistance au vent et les portes sont lissées avec le reste de la caisse. Par rapport aux voitures soudées de 1932, les fenêtres sont toutes à sommet recourbé, les angles droits de leur partie basse étant légèrement arrondis. Afin de compléter leur construction aérodynamique, des jupes métalliques descendent du châssis, masquant les appareillages sous la caisse et limitant les tourbillons. En toiture, un système de ventilation forcée est expérimenté sur les huit ABC qui ne conservent que le ventilateur de la toilette, les deux autres variantes ont des aérateurs classiques. 
La caisse est intégralement assemblée par des points de soudure continus et forme une structure autoportante. Les bogies de type S, entièrement soudés électriquement, apparentés aux bogies Pennsylvania sont proches de ceux des voitures pour trains directs de 1932.
La disposition générale des intérieurs est inchangée par rapport aux autres voitures internationales en acier mais le bois, utilisé à titre ornemental sur les cloisons et pour les sièges des voyageurs de 3e classe, cède la place à des matériaux modernes. Les sièges et la paroi attenante sont en moleskine en 3e classe et revêtus de tissu ou de velours pour deux classes supérieures. Le plancher des voitures ABD de 1935-1936 repose sur une construction en bois recouverte de linoleum ; de la tôle nervurée remplace le bois sur les AB et C. Elles sont peintes en livrée vert olive, comme le reste du matériel voyageurs des NS avec un toit argenté repeint en gris sombre vers 1940.
L'aspect des nouvelles voitures n'est pas sans rappeler les voitures pour trains directs à « jupes » de construction soudée du voisin allemand, mais celles-ci entrent en service plus tardivement, à partir de 1938.
Trois types sont commandés afin de pouvoir réaliser des trains complets et de circuler avec les voitures d'autres types :
- 10 voitures de première et deuxième classe avec six compartiments de six places de 2e classe encadrant deux de quatre places de 1re classe, de la série AB 7401-7410 (un compartiment de seconde pouvant être surclassé en cas de besoin) ;
- 12 voitures de troisième classe à huit compartiments de huit places, série 7211 à 7222 ;
- 8 voitures mixtes avec une toilette unique, six compartiments de troisième classe, un compartiment de première, deux compartiments de seconde classe ordinaire et un compartiment de cinq places pouvant être surclassé.

Les ABC sont livrées en premier en 1935-1936 et permettent d'assurer des trains à tranches à multiples destinations. Les C apparaissent en 1937 et les AB en 1939.

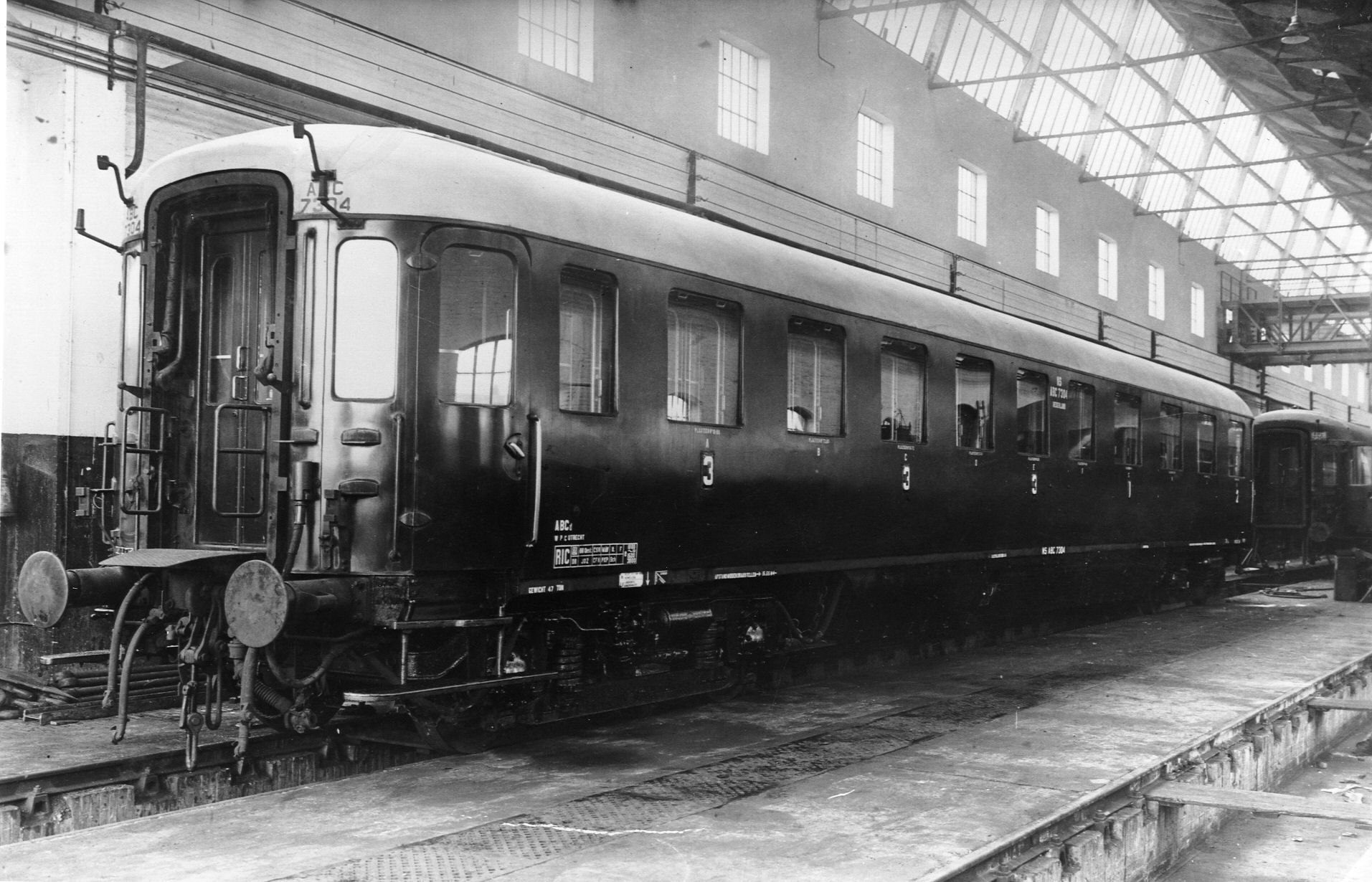
La 7305 en 1935 aux ateliers d'Utrecht.
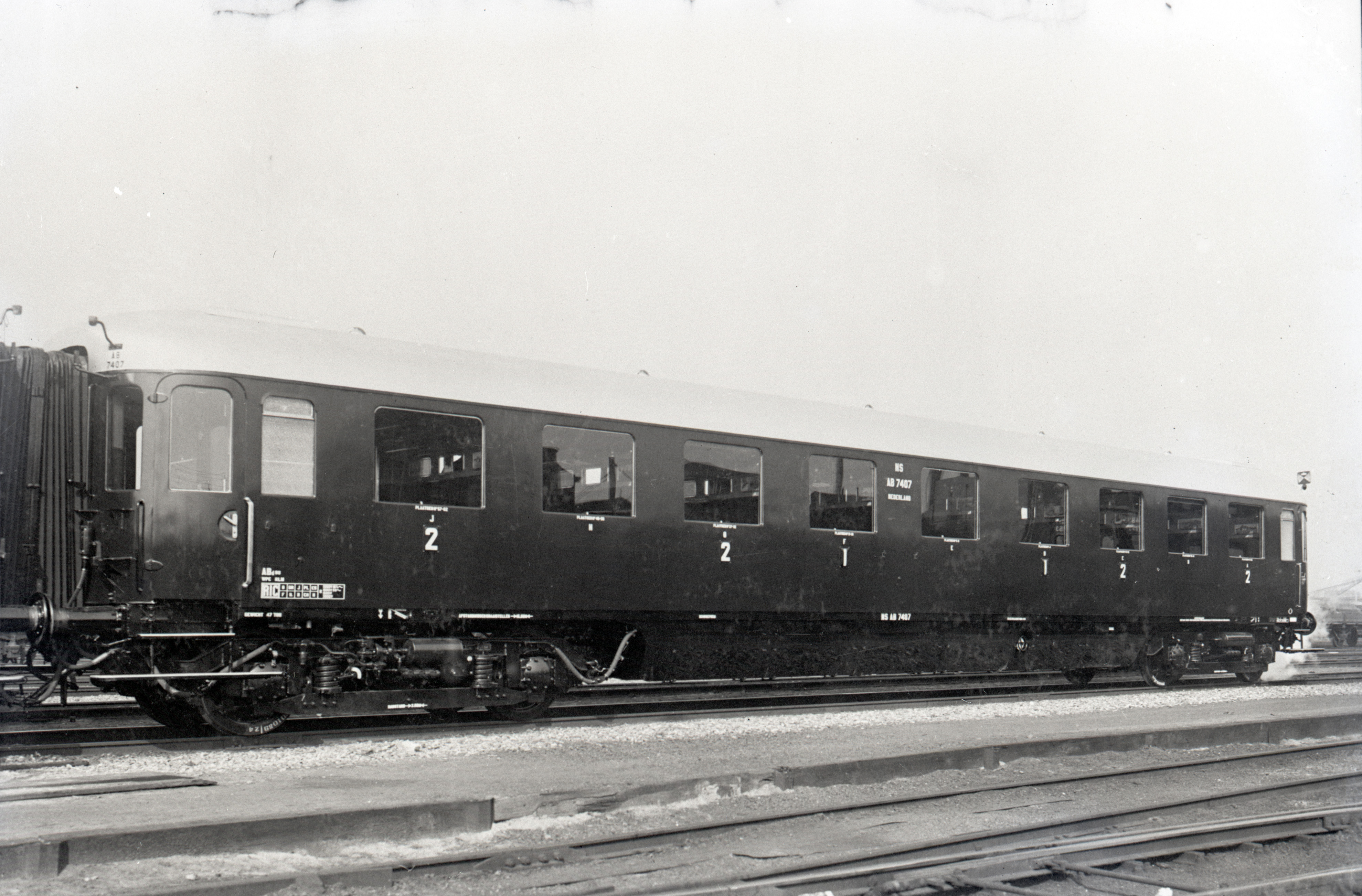
La 7407 en 1939.
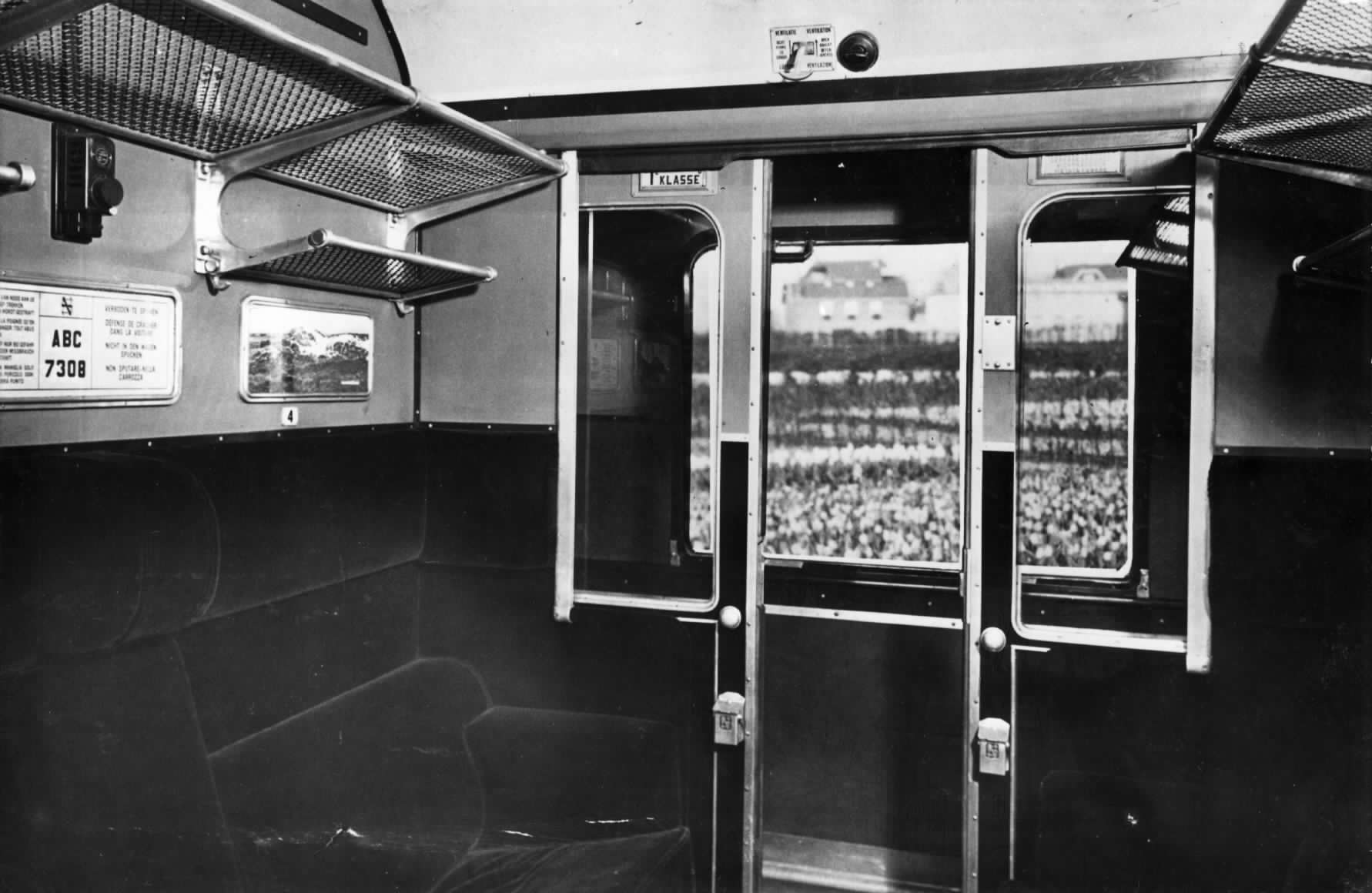
Compartiment de 1re classe.
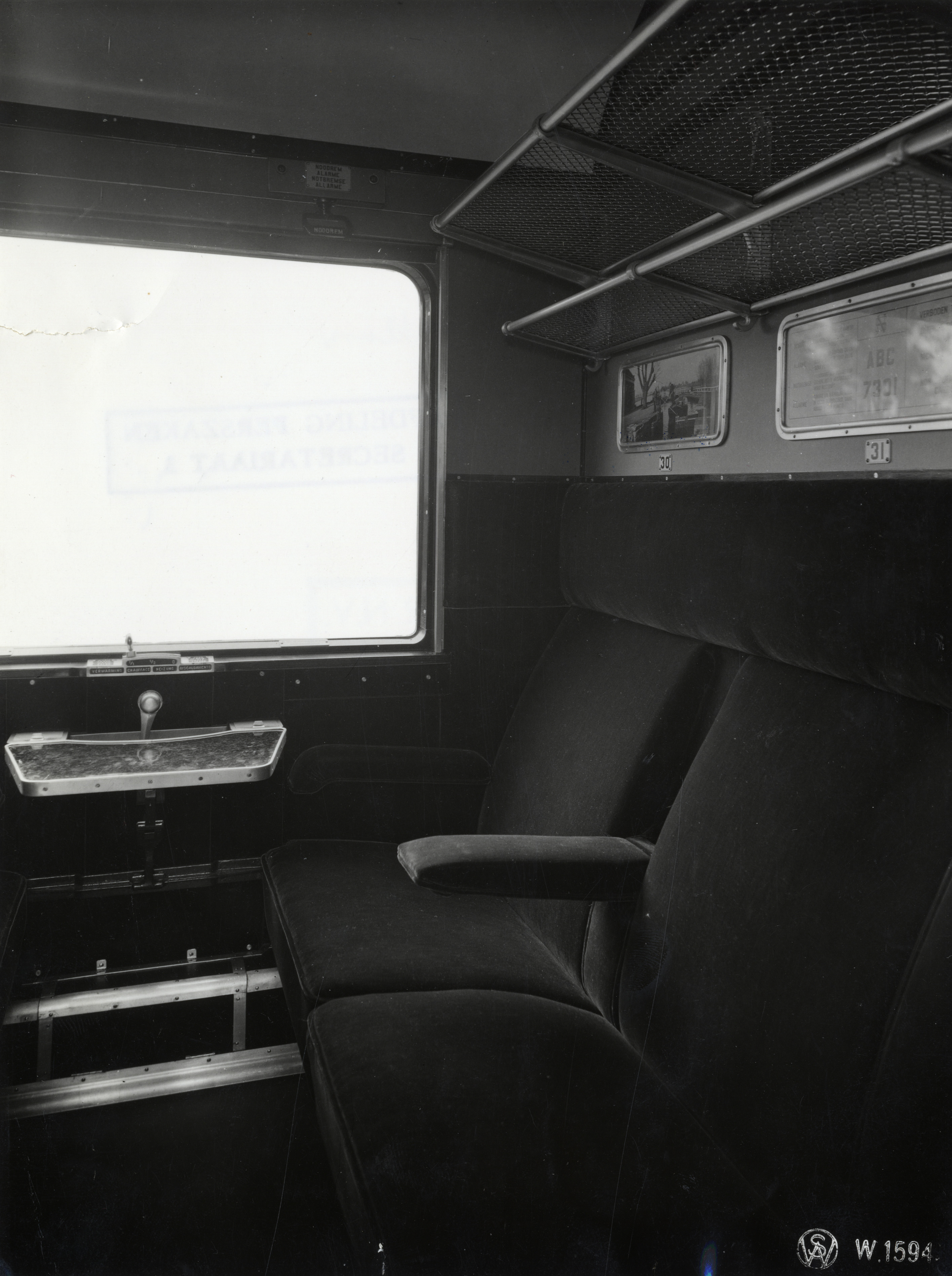
2e classe.
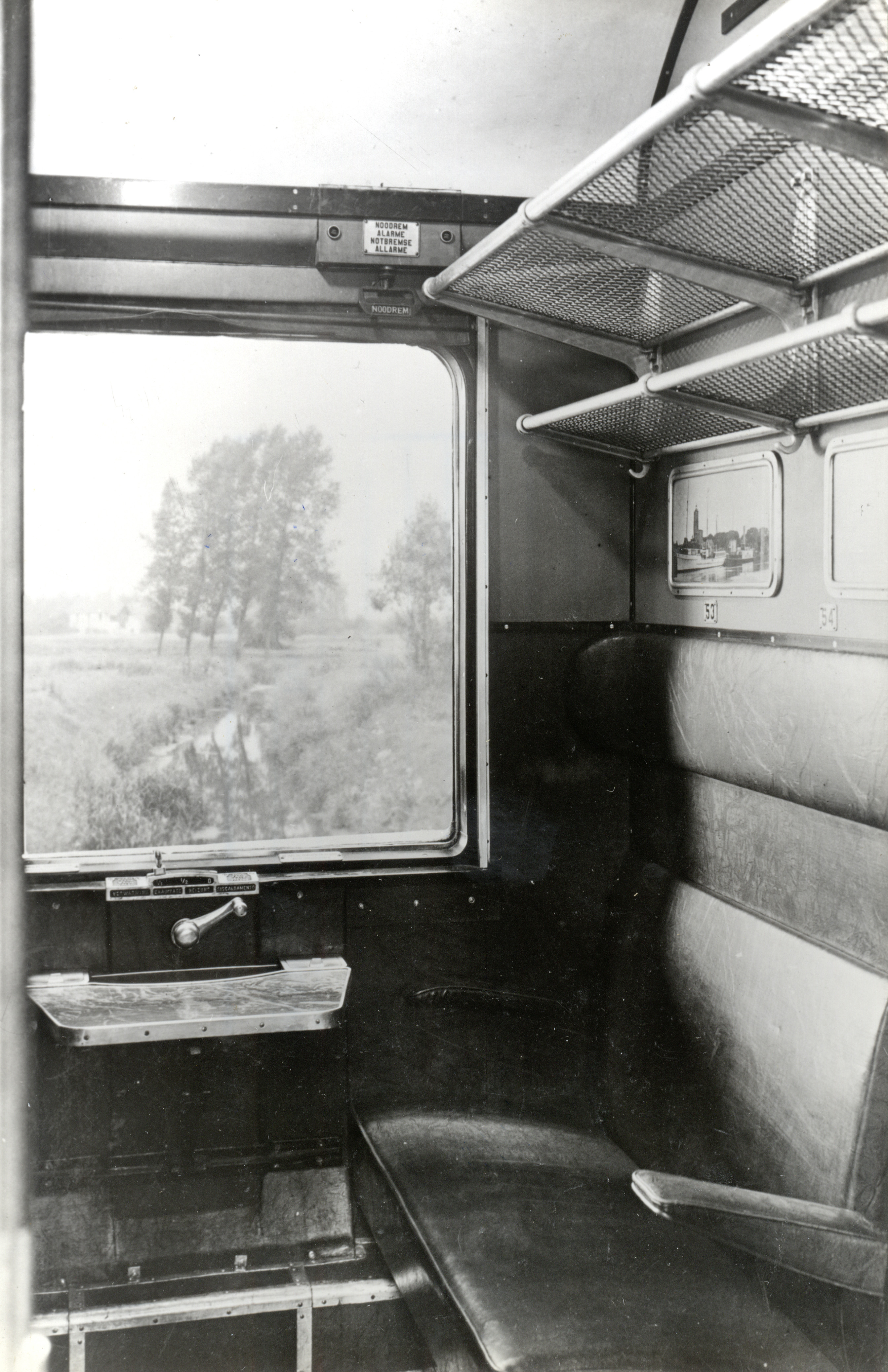
3e classe.

### Seconde guerre mondiale

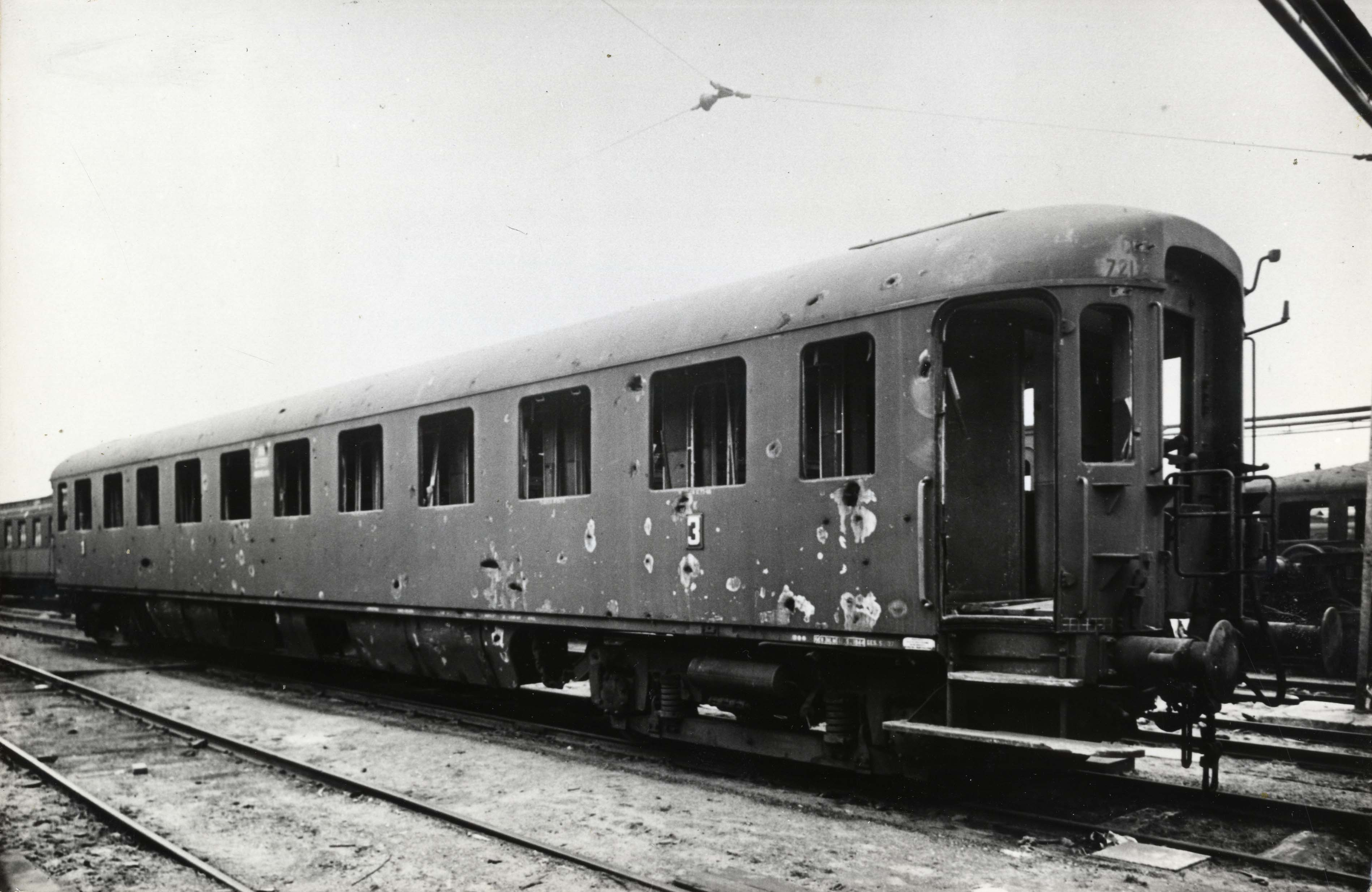
La 7217 en attente de réparation (1945).

De nombreuses voitures NS et même des éléments incomplets d'automotrices sont enlevés par les Allemands à la fin du conflit et ceux qui n'ont pas été retrouvés dans les pays du bloc de l'Ouest n'ont généralement pas été restituées. Parmi les voitures aérodynamiques NS, quatre AB et quatre C seront perdues de la sorte — une AB et deux C seront utilisées par les Chemins de fer Est-allemands jusqu'à la fin des années 1970 — tandis que la 7407, victime d'un bombardement, est ferraillée aux Pays-Bas en 1945.
L'occupant allemand réquisitionne la voiture ABC 7401 qui est transformée aux ateliers d'Utrecht pour devenir la voiture-salon personnelle du commissaire du Reich dans les Pays-Bas occupés, Arthur Seyss-Inquart. Les deux grands compartiments extrêmes deviennent un salon, les deux autres grands compartiments sont aménagés en bureau tandis que les six compartiments de troisième classe deviennent une toilette, quatre compartiments-lits et une cuisine se prolongeant sur l'ancienne toilette. L'architecte Sybold van Ravesteyn réalise les intérieurs. Elle est ensuite récupérée par l'armée britannique (764ème bataillon du Railway Operating Division) en 1945 et reçoit le numéro NS A 7001.

### Fin de carrière et préservation
Au lendemain de la guerre, pour remplacer les voitures manquantes et compléter le matériel pour trains express et internationaux, les 70 voitures plan D (20 AB, 40 C et 10 mixtes restaurant-fourgon) sont construites en 1950-1951. Le diagramme des AB et des C diffère à peine des Bolkoprijtuigen correspondantes mais des équipements plus modernes sont installés et les nouvelles venues sont peintes dans une belle livrée bleu turquoise à bandes bleu marine qui cède rapidement la place à un coloris bleu de Berlin, moins salissant, qu'endosse également le matériel plus ancien à partir de 1956.
La suppression de la troisième classe en 1956 entraine le reclassement des compartiments des deux classes supérieures pour constituer la nouvelle première classe, les sièges de troisième classe devenant de deuxième classe. Les AB deviennent donc des A, les ABC, des AB et les C des B.
En 1957-1958, faisant face à un manque chronique de voitures internationales, les NS commandent 30 voitures mixtes de première et deuxième place basées sur les plan D dont elles sont une version modernisée. Ces voitures Plan K seront les dernières descendantes des « Têtes rondes » de 1935. Le matériel ultérieur des NS aura des extrémités à angle droit.
Disposant d'un nombre suffisant de voitures plan D et K, les NS leur retirent leur habilitation RIC en 1958 et déposent l'équipement électrique qui leur permet de circuler sous d'autres tensions que le 1 500 V. Utilisées en trafic intérieur et complétées par les autres voitures métalliques plus anciennes, elles sont renumérotées (dans le désordre) A 6001-6006, B 6111-6118 et AB 6202-6208.
En 1959 lorsque les sept ex-ABD encore en service ordinaire sont transformées en voitures mixtes avec compartiment pour les bagages à la place des quatre compartiments de première classe, l'un d'entre-eux étant conservé pour le chef de train ; le reste de la voiture conserve ses compartiments plus petits mais de nouveaux ventilateurs de toiture sont ajoutés,.
Le 31 mai 1966, un train remorqué par une locomotive série 1200 avec six voitures Plan E et la 6003 de 1937 déraille à la sortie du pont de Hedel sur la Meuse. Seule la locomotive et les autres voitures sont réparées.
Les 6111 à 6118 sont radiées en premier de 1966 à 1968, suivent les BD et les A dont les dernières sont arrêtées en 1973.
Pas moins de quatre AB 7400 ont été préservées par des groupements de passionnés, repeintes en livrée verte et utilisées sur des parcours historiques. Elles ont fini par être ferraillées en 1984-1985 en raison de leur mauvais état ou de la faillite de leur association. Au-moins deux BD, reconvertis en véhicules de mesure, ont fini par connaître le même sort.
L'ex-7301 transformée en salon sur ordre des Nazis a été utilisée comme voitures de mesures à partir de 1952. Rachetée par l'association Veluwsche Stoomtrein Maatschappij en 1982 et repeinte en livrée verte, elle est la seule représentante de cette série encore en existence. En partie restaurée, elle n'est pas en état de marche et a servi de cantine et bureau pour les bénévoles. L'association conserve aussi plusieurs voitures Plan D et K.